# 嘉道中衰
嘉道中衰是指中國清朝在嘉庆帝（1796年－1820年在位）、道光帝（1820年－1850年在位）年間國力衰退的事件。清朝在乾隆帝中後期已經開始走下坡，吏治敗壞，武備廢弛，國庫空虛。道光二十二年（1842年），清朝在与大英帝国的第一次鸦片战争中战败，開啟西方国家帝國主義及强迫中国門户开放之序曲，清朝國勢進一步衰退。

## 盛世之毀
清朝以北方少数民族入主中原，幾代帝王励精图治，废除明朝末年因民變及清軍入關而設立的“三饷加派”等苛捐杂税，招徕流民奖励垦荒，使社会经济发展到一个高峰，创造了中国历史上的康雍乾盛世。但清朝在乾隆帝後期達到鼎盛之後，吏治迅速敗壞，官无不贪，吏无不恶，清朝國勢日非。
乾隆五十九年（1794年），朝鲜使者記錄：“大抵为官长者，廉耻都丧，货利是趋，知县厚馈知府，知府善事权要，上下相蒙，曲加庇护。”洪亮吉陈述乾隆末年时说：“士大夫渐不顾廉耻，”“十余年来，督、抚、藩、臬之贪欺害政比比皆是……出巡则有站规、有门包，常时则有节礼生日礼，按年则又有帮费，升迁调补之私相馈谢者尚未在此数”。

## 貪污腐化
吏治敗壞與清朝幾乎是相始終，這與清朝承接明朝的官場文化有關。清朝既是少數民族政权，必須對原本效忠明朝的中原士子大加籠絡。康熙帝年間就有所謂的南北黨爭。清代的贪污问题是长期的，康熙晚年，官場奢侈腐败之风已经兴起。雍正帝時大力改革使得吏治稍得控制。乾隆帝时，奢靡之风又捲土重來且愈来愈甚。乾隆六巡江南，地方沿途大兴土木，豪华与排场空前，糜费特甚。可謂极尽奢华之能事。1757年，爆發雲贵总督恒文和云南巡抚郭一裕的“金炉案”。1790年礼部侍郎尹壮图上疏道：“各督、抚声名狼藉，吏治废弛。臣经过地方，体察官吏贤否，商民半皆蹙额兴叹。各省风气，大抵皆然”。
及至嘉慶帝继位之际，吏治腐败问题表现得更加突出。嘉慶帝時期，爆發了白蓮教、天理教等農民抗爭，社會衝突激化，更使政府财政大受冲击。嘉庆五年八月曾谈到追赔的原因：“年来办理军务需用浩繁，目下大功将次完竣，一切善后事宜均需筹拨款……理应按限完交”。嘉庆帝无奈地说：“大不法小不廉，吏治不清，民生何赖？甚至大缺一万，中缺八千，形诸白简，此非彰明较著者乎？…… 朕澄叙官方，首先责己，力行节俭，永杜贡献。诸大吏受任既重，养廉又优，贡献之费已除，权门之索又绝，必应清白乃心，为国宣力。然而风气未移，俗态犹故，时有在朕前借端尝试，巧言利国，实皆利己，似此者不一而足。”這時鴉片開始流入中國，而中國的白銀開始大量外流，使中国对外由出超国变为入超国。嘉庆帝屡申禁令，一旦案发，“失察卖放之监督及委员吏役人等一并惩办不贷”。道光四年進口鴉片高達一万二千六百三十九箱，“上自官府缙绅，下至工商优隶，以及妇女、道士、僧尼，随在吸食，置买烟具，为市日中”。至道光年間終於發生鴉片戰爭。

## 軍務廢馳
八旗勁旅早年在關外所向披靡，戰無不勝，清兵入關三十年後，康熙平定“三藩之乱”的战斗中，八旗兵军纪已散，军力已大不如前，“八旗将佐，居家弹筝击筑，衣文绣，策肥马，日从子弟宾客饮”。乾隆元年谕：“八旗从前风俗，最为近古。迨承平日久，生齿日繁，渐及奢靡。如服官外省，奉差收税，即恣意花销……而兵丁闲散惟知鲜衣美食，荡费成风，旗人贫乏，率由于此。”嘉慶年間八旗和绿营均已腐败，丧失战斗力，嘉庆曾随乾隆阅兵，所见是“射箭，箭虚发；驰马，人堕地”。平定白莲教时，八旗请缨赴战，卻四處抢劫，“其在京谙达、侍卫、章京无不营求赴军，其归自军中者，无不营置田产，顿成殷富”。严如煜说：“教匪之役，前后八九年，兵调十数省，其中劲旅勇鸷敢战者固自不少，而矫捷坚实可恃，必以黔兵为第一。……各省提镇大营之兵，所驻通都大邑，地方平衍，风俗华靡，平时未尝远出城郭，一旦负枪荷戈，走山路数十里，汗淫淫下，喘息不宁，又且饮醇啖肥，习以为常，山内包米杂粮，食不下咽，先自饥疲，与猾贼追逐百数十里，鲜不病乏者”。
费正清说：“1800年左右的中国经济不仅与欧洲经济处于不同的发展阶段，而且结构不同，观点迥异。………技术水平则仍停滞不前，人口增长趋于抵消生产的任何增加。简言之，生产基本上完全是为了消费，陷入刚好维持人民生活的无休止的循环之中，在这种情况下，纯节余和投资是完全不可能的。”